# U Can Never B2 Straight
U Can Never B2 Straight è il 7º album di studio del cantante anni ottanta, Boy George.

## Canzoni
In realtà, per metà album di studio con inediti e per metà raccolta di brani già editi in precedenza, il lavoro, composto da ballate acustiche, comprende brani, già noti o mai pubblicati prima in un long-playing, tratti dal musical di successo londinese Taboo, oltre ad altri tratti da album solisti, soprattutto Cheapness and Beauty, e dall'ultima fatica dei Culture Club, l'album della riunione del 1999. In totale, ci sono 16 pezzi (15 più una traccia fantasma, di cui 8 sono inediti), ciascuno dei quali è dedicato a qualcuno, in particolare (la maggior parte delle canzoni) o in generale, nei Credits del libretto allegato al CD. Tre brani ("If I Could Fly", "Losing Control" e "The Deal") sono dedicati all'importante ex ragazzo Michael Dunne, mentre "Unfinished Business" è per Kirk Brandon (che trascinò George in tribunale per questa canzone, ma perse la causa).
Questo è l'album di Boy George in cui, fin dal titolo (un gioco di parole che può voler dire "Non si è mai abbastanza onesti", ma anche "Non si è mai abbastanza eterosessuali"), è affrontato in modo più diretto e completo la tematica dell'amore e della condizione umana omosessuale. Si tratta del lavoro più positivamente recensito, ma allo stesso tempo dell'album meno venduto per il cantante britannico. La traccia fantasma, "Out Of Fashion", è stata estratta come singolo; una versione del brano è presente anche sulla colonna sonora dell'acclamato musical Taboo. Un altro singolo è stato la traccia di apertura, "Ich Bin Kunst" (il cui titolo in tedesco significa: «Io sono l'arte»), un pezzo sull'artista di performance Leigh Bowery, grande amico di Boy George, ormai deceduto, il cui personaggio è stato interpretato da George nel suo musical, invece di recitare se stesso.
L'album include anche tutte le ballate acustiche originariamente contenute su Cheapness and Beauty, compreso il singolo "Il Adore", nonché un altro singolo tratto da quell'album, "Same Thing In Reverse", in una versione acustica diversa sia dal remix dance che ha raggiunto le posizioni più alte della Billboard Dance Chart negli Stati Uniti d'America, sia dalla versione dell'album (la stessa all'epoca estratta come singolo), più orientata invece verso le sonorità country. "Same Thing In Reverse" è dedicata, nei Credits del libretto, ad «Eminem e a tutti gli omosessuali carini e spaventati»... La canzone "Julian", una delle nuove tracce, compare anche sul successivo EP Straight, venduto in allegato al nuovo omonimo libro autobiografico di Boy, pubblicato lo stesso anno, il 2002.
Infine, U Can Never B2 Straight contiene anche i seguenti pezzi: "She Was Never He", tratta dalla compilation pubblicata, su richiesta dei fans, The Unrecoupable One Man Bandit, del 1999; "Fat Cat", originariamente sull'album di riunione dei Culture Club, intitolato Don't Mind If I Do e pubblicato sempre nel 1999; e la popolare traccia ispirata al movimento Hare Krishna, "Bow Down Mister", di cui condivide filosofia e sonorità indianeggianti, che regalò all'artista uno dei suoi più recenti successi di classifica in Inghilterra, dopo la separazione della band.

## Tracce
1. "Ich Bin Kunst" (2002) (brano dal musical Taboo) - 2:38 (Boy George/Kevan Frost)
2. "St. Christopher" (2002) (inedito) - 3:46 (Boy George/Kevan Frost)
3. "She Was Never He" (1996) (versione mixata inedita) - 3:33 (Boy George/John Themis)
4. "Cheapness & Beauty" (1995) (versione acustica tratta dal singolo di "Il Adore") - 3:47 (Boy George/John Themis)
5. "Fat Cat" (1999) (versione acustica) - 3:24 (Boy George/Emily Themis)
6. "If I Could Fly" (1995) (tratto da Cheapness and Beauty) - 4:08 (Boy George/John Themis)
7. "Unfinished Business" (1995) (tratto da Cheapness and Beauty) - 3:36 (Boy George/John Themis)
8. "Julian" (2002) (inedito) - 3:39 (Boy George/Kevan Frost)
9. "Wrong" (2002) (inedito originariamente in Taboo) - 4:07 (Boy George/Kevan Frost)
10. "Letter To A School Friend" (1996) (inedito)- 3:49 (Boy George/John Themis)
11. "The Deal" (2002) (inedito, spesso suonato dal vivo tra 1991 e 1993) - 4:41 (Boy George/John Themis)
12. "Losing Control" (1992-2002) (versione inedita, adattata da un vecchio demo dance del 1992 dei Jesus Loves You) - 3:15 (Boy George/John Themis)
13. "Same Thing In Reverse" (1995) (da Cheapness and Beauty, anche se una versione acustica del brano si trova sull'edizione giapponese di quell'album) - 3:35 (Boy George/John Themis)
14. "Il Adore" (1995) (da Cheapness and Beauty) - 6:14 (Boy George/John Themis)
15. "Bow Down Mister" (1991) (da Jesus Loves You - The Martyr Mantras) (Bruce Forest)

(16.) [traccia fantasma] "Out Of Fashion" (2002) (versione acustica di un brano tratto da Taboo) – le tracce n° 15 & 16 (di fatto un'unica traccia, cioè la n° 15 – la seconda canzone inizia, dopo un lungo periodo di silenzio, all'interno dello stesso numero di traccia) durano in totale 13:27

## Credits

### Ich Bin Kunst
dedicata a Leigh Bowery, Nicola e Christine Bateman
- Boy George: co-produzione
- Kevan Frost: tastiere, programmazione Batteria (musica)batteria & arrangiamenti ottoni; missaggio al Frosty Bros. Studio (alias l'appartamento di Kev); co-produzione
- Ben Castle: sax & arrangiamenti ottoni
- Raul D'Olivera: tromba
- Mike Innes: trombone

### St. Christopher
dedicata a Chris Manning
- Boy George: co-produzione
- Kevan Frost: cori, chitarra acustica & arrangiamenti ottoni; missaggio al Frosty Bros. Studio; co-produzione
- Ben Castle: sax & arrangiamenti ottoni
- Raul D'Olivera: tromba
- Mike Innes: trombone
- Sharleen Hector: cori

### She Was Never He
dedicata a Natasha e Jody
- Boy George: co-produzione
- John Themis: chitarre, cori, co-produzione; missaggio al Mayfair Studios
- Kevan Frost: cori
- Alan Branch: tecnico del suono

### Cheapness & Beauty
dedicate a tutti i ladri di macchine con tatuaggi
- Jessica Corcoran: produzione
- John Themis: chitarre, cori, de-costruzione & remix
- Zee Asha: cori
- Alan Branch: tecnico del suono

### Fat Cat
dedicata a tutti i ragazzi etero sessualmente confusi?
- John Themis: chitarre, produzione; missaggio domestico
- Emily Themis, Katherine Themis: cori

### If I Could Fly
dedicata a Michael Dunne
- Jessica Corcoran: produzione
- John Themis: chitarra e & arrangiamenti archi; missaggio all’Abbey Road Studios
- Nick Ingman: arrangiamento archi
- London Chamber Orchestra: archi

### Unfinished Business
dedicata a Kirk Brandon
- Jessica Corcoran: produzione & missaggio
- John Themis: chitarra, arrangiamenti archi & missaggio

### Julian
dedicata a Julian, naturalmente!
- Boy George: co-produzione
- Kevan Frost: chitarra acustica, cori e co-produzione; missaggio al Frosty Bros. Studio

### Wrong
dedicatea a Luke e a tutti i sognatori
- Boy George: co-produzione
- Kevan Frost: chitarra acustica, basso elettrico, cori e co-produzione; missagio al Frosty Bros. Studio
- Pete Adams: piano & organo Hammond
- Liz Chi: Chinese assolo "edu" violino
- Joel Pott, Sharleen Hector, John Gibbons: cori

### Letter To A School Friend
dedicata a Miss Carter e Michael Crome
- John Themis: chitarre, produzione; missaggio al Mayfair Studios
- Zee Asha, Linda Duggan, Mary Pearse: cori
- Richie Stevens: batteria
- Winston Blisset: basso
- Peter Adams: tastiere
- Alan Branch: tecnico del suono

### The Deal
dedicata a Michael Dunne
- Boy George: co-produzione
- Kevan Frost: chitarra acustica, tastiere, cori e co-produzione; missaggio al Frosty Bros. Studio
- Liz Chi: violini & assolo violino
- Sarah Chi: violini
- Sharleen Hector, John Gibbons: coro

### Losing Control
dedicata a Michael Dunne
- John Themis: chitarre, tastiere, basso, cori, produzione & missaggio
- Sugar Hajishakalli: bouzouki
- Andy Kyriacou: batteria
- Jimmy "Mixologist" Sarikas: tecnico del suono

### Same Thing In Reverse
dedicata a Eminem e a tutti gli omosessuali carini e spaventati
- John Themis: chitarre, cori
- Zee Asha: cori
- Jessica Corcoran: produzione & missaggio

### Il Adore
dedicata a Stevie Hughes e tutti i ragazzi perduti
- Jessica Corcoran: produzione
- John Themis: chitarre, arrangiamenti archi; missaggio all’Abbey Road Studios
- Nick Ingram: arrangiamenti archi
- London Chamber Orchestra: archi
- Christopher Warren Green: assolo violino

### Bow Down Mister
dedicata al Signore Krishna e John Richardson & famiglia
- Bruce Forest: produzione
- Soho Krishna Temple, London Gospel Choir & Basil: ringraziamenti speciali